# The Standard (Zimbabwe)
Pour les articles homonymes, voir The Standard.
The Standard est un hebdomadaire zimbabwéen émis  par un groupe de presse indépendant.

## Historique
Le journal a été créé par le groupe Alpha Media Holdings (AMH) dirigé par l’entrepreneur Trevor Ncube, détenant également  The Zimbabwe Independent et NewsDay .
L’émergence de ce titre de presse indépendant en 1997, suivi d’autres titres de presse du même groupe, s’ajoutant à un pouvoir judiciaire  resté relativement indépendant, et à l’action d’ONG zimbabwéennes ont favorisé l’expression de l’opposition au pouvoir en place ,.
Ainsi, ce  journal a publié des chroniques de l’écrivain Chenjerai Hove avec des titres comme : «Culture as Censorship», «Shades of power : colonial and post-colonial», «Rural teachers, rural buses and violent Zanupf», etc. Ces chroniques se sont interrompues lorsque l’écrivain s’est trouvé contraint de s’exiler.
En janvier 1999, à la suite d'un article du Standard sur des rumeurs de mutineries dans l’armée, deux journalistes ont été arrêtés, détenus illégalement et torturés par la police militaire, avant d’être libérés sur injonction de la Cour Suprême. En 2002, quelques après sa réélection comme président, Robert Mugabe a fait promulguer une loi destinée à museler davantage cette presse critique.